# Holy Water
Pistes de Rebel Heart
Body Shop
(11) Inside Out
(13)
Holy Water est une chanson du 13e album studio de Madonna, Rebel Heart, dont elle est la douzième piste. La chanson est écrite par Madonna, Martin Kierszenbaum, Natalia Keery-Fisher, Mike Dean, Kanye West et Tommy Brown. Il a été produit par Madonna, Dean et West, avec Charlie Heat en tant que coproducteur. La démo de Holy Water fuite sur Internet fin décembre 2014 et la version finale a fuité en février 2015, un mois avant la sortie de l’album.
Holy Water est une chanson electronica et synthpop, et elle présente un bégaiement minimaliste des basses, des synthétiseurs ricochants et des « rythmes martiaux » dans son instrumentation. Sur le plan lyrique, la chanson parle de cunnilingus, où Madonna compare ses sécrétions vaginales à de l’eau bénite, juxtaposant l’imagerie chrétienne à la sexualité.
Holy Water divise les critiques musicaux ; certains la considèrent comme remarquable et l'un des morceaux les plus scandaleux de la carrière de Madonna, tandis que d'autres la trouvent embarrassante et exagérée. La chanson est incluse dans sa liste de morceaux de son Rebel Heart Tour (2015-2016). Le spectacle contenait des danseurs déguisés en religieuses, la chanteuse tournant autour de la croix tout en se tenant sur une danseuse et une reconstitution de la Cène. Il est la cible de controverses à Singapour, où Madonna l’a exclu de la liste des morceaux et est critiqué par l'Église catholique.

## Contexte et publication

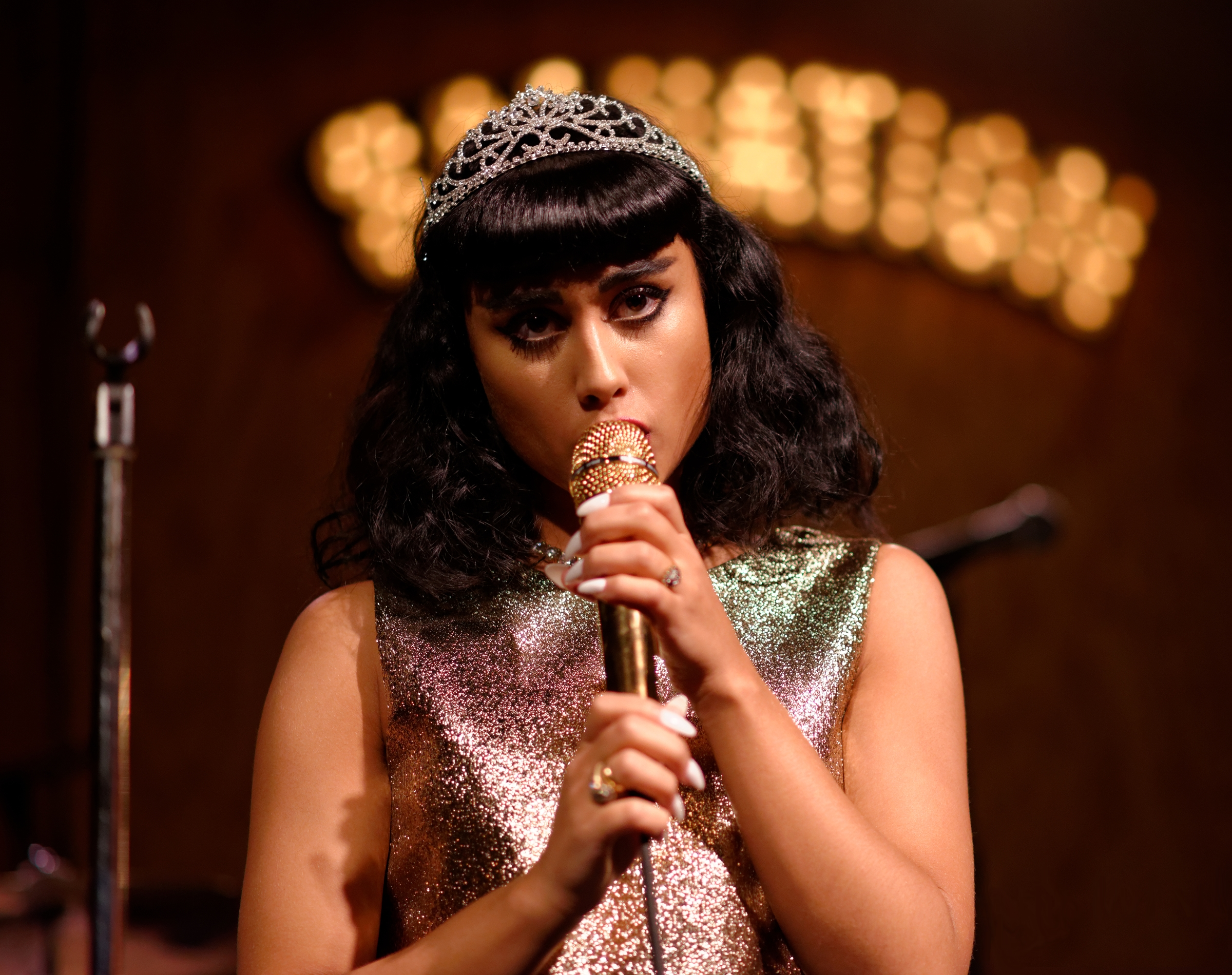
Natalia Kills a co-écrit Holy Water avec Madonna.

Tout en travaillant sur Rebel Heart, Madonna fait appel à un éventail de compositeurs et de producteurs pour travailler avec elle. Le 9 avril 2014, elle publie une photo d’elle sur son Instagram avec Natalia Kills et Martin Kierszenbaum, laissant entendre qu’ils travaillaient sur certaines chansons de l’album, en postant: « Travailler le quart de minuit avec Natalia Kills. 2 filles sur un canapé... n'a-t-il pas le goût de l’eau bénite? #artforfreedom #rebelheart #revolutionoflove ». Sur la photo, Madonna est vue assise avec Kills devant deux microphones, et comme la note Keith Caulfield de Billboard, « au premier plan se trouve Martin Kierszenbaum, le fondateur et président de Cherrytree Records et cadre supérieur d'A&R pour Interscope Records ». Dans une interview pour Paper, Kills révèlent que les danseurs de Madonna avaient l'habitude de jouer les chansons de Kills pendant leurs répétitions et leurs entraînements chaque semaine, ce qui intéressait Madonna à collaborer avec elle. Ensemble, ils écrivaient huit chansons en une semaine, Kills commentantMadonna : « Elle écrit des paroles incroyables, chante de belles mélodies, mais surtout elle est tellement drôle »,. Plus tard, Madonna joue beaucoup de ses chansons inachevées de Rebel Heart pour Kanye West qui accepte de travailler avec le chanteur et a fini par coproduire trois des chansons de l’album, dont Holy Water.
Le 17 décembre 2014, treize démos inachevées de l'album à venir de Madonna fuitent en ligne, incitant la chanteuse à sortir six titres de l’album sur l'iTunes Store lors de la précommande de l’album trois jours plus tard. Une semaine plus tard, plus de 14 nouvelles démos ont fuité en ligne. Parmi eux « Holy Water » était également présent. Plus tard, le 3 février 2015, plus d’un mois avant la date de sortie de l’album, la version finale de la chanson a fuité en ligne,.

## Enregistrement et composition
Holy Water est écrit par Madonna, Martin Kierszenbaum, Natalia Keery-Fisher, Mike Dean, Kanye West et Tommy Brown. Il a été produit par Madonna, Dean et West, et coproduit par Charlie Heat. Dean était également responsable des claviers, de la programmation de la batterie, de l’ingénierie et du mixage. Demacio « Demo » Castellon contribue également à l'ingénierie et au mixage du morceau. « Holy Water » est une chanson electronica et technopop,, et elle comporte « un burble de basse minimaliste », des « rythmes martiaux », et des synthés ricochants dans son instrumentation. « Holy Water » interpole sa propre chanson Vogue pendant le pont du morceau, la chanteuse saluant « frapper une pose » (« strike a pose »)[Quoi ?] sur une base rythmique. Elle offre également des « halètements orgasmiques » tout au long du morceau.
Sur le plan lyrique, la chanson parle de l’adoration du cunnilingus, avec Madonna comparant le sexe oral à l’eau bénite, et comme l’a noté Vanessa Grigoriadis de Billboard, elle a été nommée d’après ses obsessions de toute une vie, car elle présente des « insinuations d’appât de l’église », « juxtaposant l'imagerie chrétienne avec la sexualité franche ».  Pendant le refrain parlé, elle chante : « Embrasse-le mieux, embrasse-le mieux / Rends-le meilleur, rends-le plus humide », et plus tard elle parle, « Si tu aimes ça s’il te plaît confesse/Bénis-toi et génuflexion ». Dans le crochet, elle affirme : « Ça n'a pas le goût de l'eau bénite ? », avant de préciser : « Yeezus aime mieux ma chatte ». Adam R. Holz de Plugged In, note que la chanson « trouve Madonna revenant à son habitude de longue date de sexer des images spirituelles ».

## Accueil
Holy Water divise profondément les critiques musicaux.  Spencer Kornhaber, de The Atlantic, la qualifie de « moment le plus accrocheur de l’album ». Annie Zaleski de The A.V. Club, écrit que le morceau est un point culminant, « une équipe technopop sévère et en niveaux de gris avec Natalia Kills ». Écrivant dans The National, l’auteur Saeed Saeed le nomme « le morceau de Madonna le plus scandaleux de cette décennie », déclarant que « le couplet rempli de basse cède la place à un refrain poptastic qui utilise des effets sonores hédonistes remontant à son Justify My Love sorti en 1990 ». Bradley Stern de MuuMuse, trouve également que c'est « le moment le plus choquant de sexploitation », déclarant : « le blasphème n’a vraiment jamais eu aussi bon goût ».

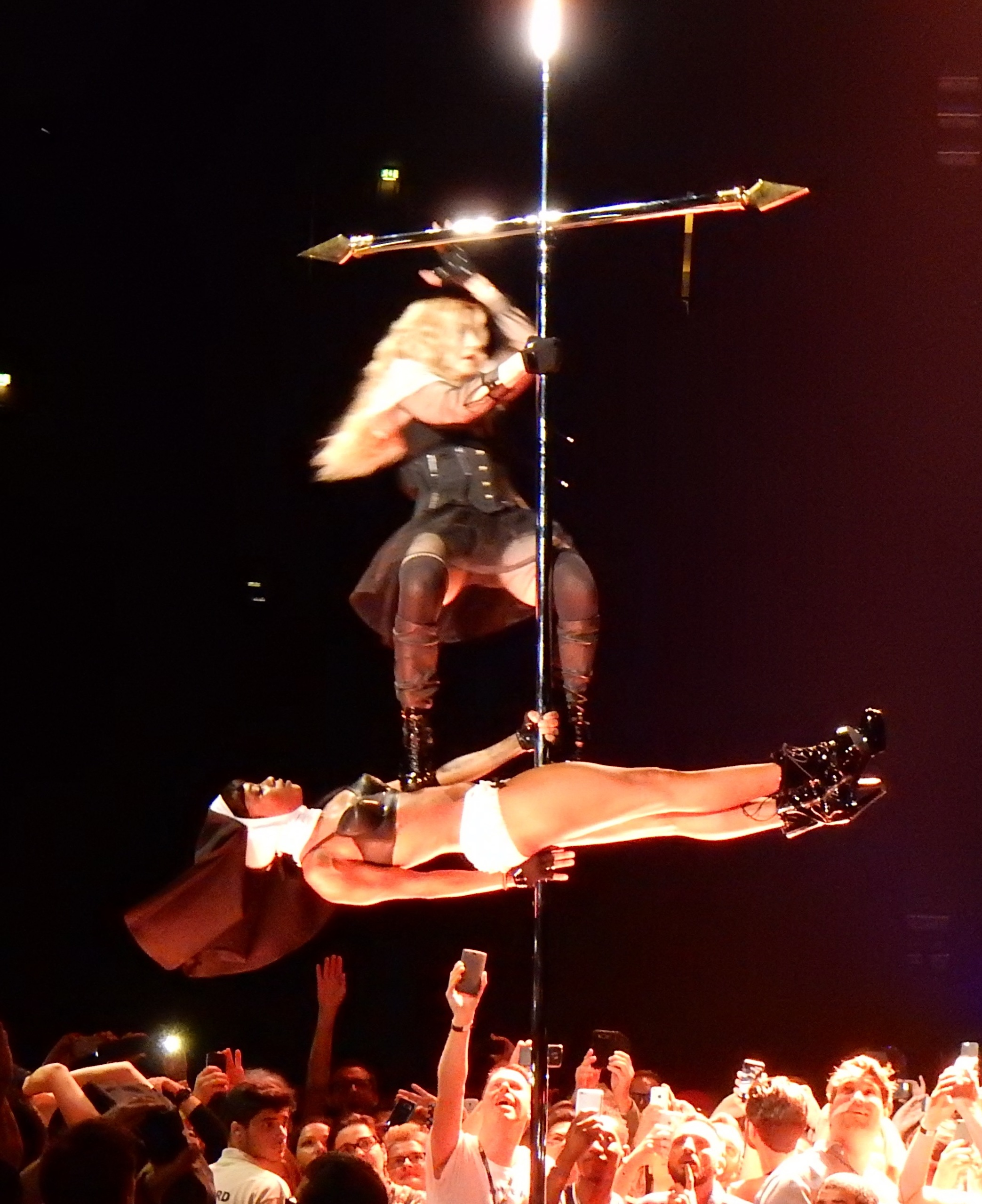
Madonna debout sur une danseuse tout en virevoltant sur une croix pendant la performance de 'Holy Water sur le Rebel Heart Tour.

Andy Gill du Daily Telegraph, note que la chanson « parvient à être sacrilège et méchante ». En passant en revue Rebel Heart in Time Out, Nick Levine la qualifie d'« hymne au cunnilingus brillamment ridicule », où Madonna parvient à « alterner entre se montrer, descendre et faire le point ».
Amy Pettifer du Quietus fait l’éloge du morceau pour être « riche en vibrations Nicki, sans que Nicki ne fasse réellement une deuxième apparition », affirmant : « Le sexe a toujours été l’un des sujets préférés de M, en particulier quand il est main dans la main avec la religion. Ici, elle effectue une sorte de baptême érotique tandis qu'une basse Moroder-esque souligne son sermon. C'est l'un des nombreux refrains forts qui vous emmènent dans un endroit inattendu. » Elle fait également l'éloge de l’échantillon Vogue et définit le morceau comme un « virage rusé de la Sainte Vierge et du Bébé Yeezus ».
Kyle Anderson d’Entertainment Weekly écrit que Madonna vend la chanson, en raison des « gargouillis de basse qui lui rappelaient le classique Massive Attack ou la référence à Vogue ». Evan Sawdey de PopMatters, apprécie le sens du plaisir sale qui imprègne Holy Water, écrivant que « Madonna sonne très à l'aise avec des sentiments agressifs comme 'Bitch, descends de mon poteau' et 'Yeezus aime mieux ma chatte', jouant ouvertement avec l'iconographie religieuse tout en s’amusant un peu provocant. » Il trouve également l'échantillon de Vogue, « un cas rare de Madonna reconnaissant son propre héritage ».
Sal Cinquemani de Slant Magazine note  que la chanson est « un peu bienvenue d'electronica percolante ». Cinquemani salue l'inclusion du mot « génuflexion » dans une chanson pop, mais estime également que « l'appât catholique de Madonna [est] comme un réflexe à ce stade ». Le critique estime que Madonna avait délibérément inclus des paroles provocatrices dans la chanson, soit pour ramener son personnage Dita Parlo de son album studio de 1992 Erotica, soit simplement pour faire une déclaration « sur les femmes d’un certain âge fléchissant sans s’excuser leur libido ». Stephen Thomas Erlewine d’AllMusic la qualifie de « détour », où Madonna « se livre à la fois à la sleaze de l’ère d'Erotica et à la rupture des tabous ».
Ben Kelly, qui écrit pour Attitude, explique trouver la chanson « un peu réductrice ». John Marrs du Gay Times, s'accorde à le qualifier d'« un peu embarrassant et réducteur ». Dans sa critique de l'album, Kitty Empire du Guardian, la qualifie de piste stupide qui « maintient le récit à long terme de l'imitation catholique qui traverse l’œuvre libidineuse de Madonna ». Lewis Corner de Digital Spy, a estimé que le morceau est « frustrant parce que la production est nette et offre certains des moments les plus intéressants de l’album, mais les paroles ouvertement sexuelles ressemblent à une valeur de choc forcée. [...] Bien sûr, choquer le public est l’affaire de Madonna, mais ici, c’est plus grossier qu’intelligent. ».
Écrivant pour Billboard, Joe Levy la définit comme « certaine des chansons sexuelles les plus absurdement lubriques de sa carrière absurdement lubrique ». En août 2018, Billboard la choisie comme la 83e plus grande chanson de la chanteuse, la qualifiant de « version revigorée de ses séduisantes aventures de chambre à coucher de l’époque d'Erotica [...] Seule Madonna pouvait faire goûter le blasphème aussi bon ». Caryn Ganz de Rolling Stone, la qualifie de « chanson sexuelle exagérée » et de « piste grinçante ». Dans sa critique de Rebel Heart, Mark Lore de Paste, déclare que la chanson « ne parvient pas à atteindre le sexy plus sobre de Justify My Love ». Greg Kot du Chicago Tribune,  ests critique, écrivant que dans Holy Water, Madonna « confond religion et érotisme pour la 3243e fois de [sa] carrière ».

## Performance en direct
Holy Water est inclus dans la setlist de la tournée Rebel Heart Tour de Madonna (2015-2016) dans le cadre du premier segment. Pour la performance, ses danseurs étaient habillés en religieuses en pantalons chauds, hauts de bikini et bottes à talons hauts, et il comporte également « grincement, lingerie et prêtres ». Au milieu de la représentation, Madonna « tourne aux côtés de la pole dance », chevauchant et se tordant une danseuse déguisée en religieuse,. Elle interprète également des parties de Vogue (1990) vers la fin de la performance. Pour la finale, Madonna rejoue la Cène et dépeint une orgie sur scène avec les danseurs, l’un d’eux habillé en Jésus-Christ,. La performance de la chanson lors des concerts du 19 au 20 mars 2016 à l'Allphones Arena de Sydney est enregistrée et publiée dans le cinquième album live de la chanteuse, Rebel Heart Tour.

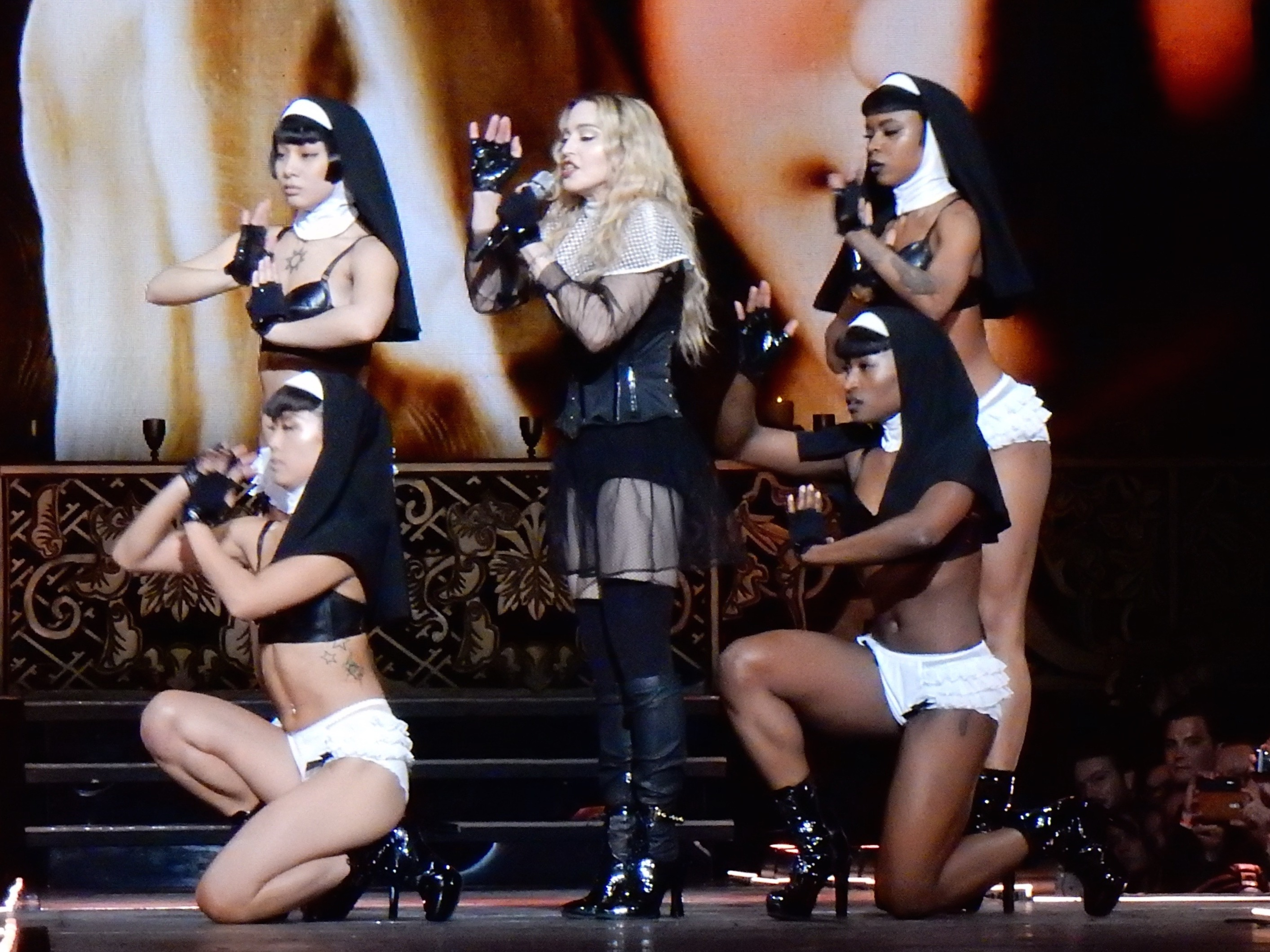
Madonna et ses danseurs lors de la performance mashup de Holy Water et Vogue sur le Rebel Heart Tour.

La performance de Holy Water polarise les critiques. Neil McCormick du Daily Telegraph, la nomme « incontestablement une autre démonstration fantastique de choc et de crainte du showbiz de la part d’une maîtresse de la forme ». Jon Pareles du New York Times, la nomme « le quota de blasphème de l’émission », tandis que Michael Hamersly, du Miami Herald, la qualifie de performance « over-the-top ». Jordan Zivitz du Montreal Gazette, déclare : « Vingt-six ans après que la vidéo de Like a Prayer ait scandalisé le Vatican et les parents qui comptaient sur MTV comme baby-sitter bon marché, la vue de danseurs tordant des crucifix en acier pendant que Madonna claquait 'salope, descends de mon poteau' dans 'Holy Water' était, espérons-le, destinée à être comique ».
Pendant la partie asiatique de la tournée à Singapour, Madonna est interdite de jouer Holy Water par la Media Development Authority (MDA) en raison de la nature « sexuellement explicite » et « religieusement sensible » de l’acte. Un porte-parole de la MDA déclare : « pour déterminer la cote, la MDA avait soigneusement examiné la liste proposée et consulté le Comité consultatif des arts. Les contenus sensibles à la religion qui enfreignent nos directives, tels que la chanson Holy Water, ne seront donc pas interprétés à Singapour ». Les organisateurs du concert voulaient se conformer à leur cote R18 et supprimer tout contenu ou matériel offensant la race ou la religion. D’autres chansons telles que Iconic et Devil Pray sont également retirées de la liste des morceaux.

## Crédits et personnel

### Gestion
- Webo Girl Publishing, Inc. (ASCAP)/Martin Cherrytree Music and Songs of Universal (BMI)
- The Kills Effect (BMI) c/o Songs of Universal/Warner-Tamerlane Pub Corp. o/b/o itself and Papa George Music (BMI)
- Please Gimme My Publishing c/o EMI Blackwood Music, Inc. (BMI)/Sony/ATV Songs LLC (BMI).

### Personnel
- Madonna – chant, auteur-compositeur, producteur de disques
- Martin Kierszenbaum – auteur-compositeur
- Natalia Keery-Fisher – auteur-compositeur
- Mike Dean – auteur-compositeur, producteur, claviers, programmation batterie, ingénieur, mixeur
- Kanye West – auteur-compositeur, producteur
- Tommy Brown – auteur-compositeur
- Charlie Heat – coproducteur
- Noah Goldstein – ingénieur du son
- Demacio « Demo » Castellon – ingénieur, mixeur audio
- Zeke Mishanec – enregistrement additionnel
- Ron Taylor – montage PT supplémentaire

Crédits adaptés du site officiel de Madonna.